# Henry Koch (Unternehmer)

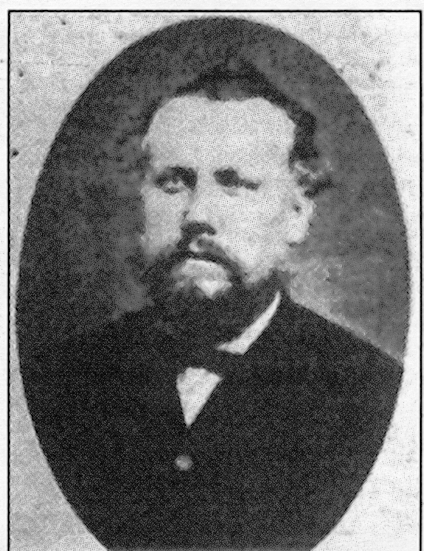
Henry Koch

Heinrich Christian „Henry“ Koch (* 16. April 1832 in Wischhafen; † 1. Dezember 1888 in Lübeck) war ein deutsch-britischer, zum Schluss staatenloser Unternehmer und Industrieller.

## Leben

### Herkunft
Henry wurde als Heinrich Christian, Sohn von Claus Koch (* 12. November 1800 in Freiburg/Elbe) und dessen Ehefrau Margarethe Elisabeth, geborene Wist, (* 6. März 1800 in Allwörden), geboren. Sein Vater war Elbschiffer und handelte mit Getreide.

### Laufbahn

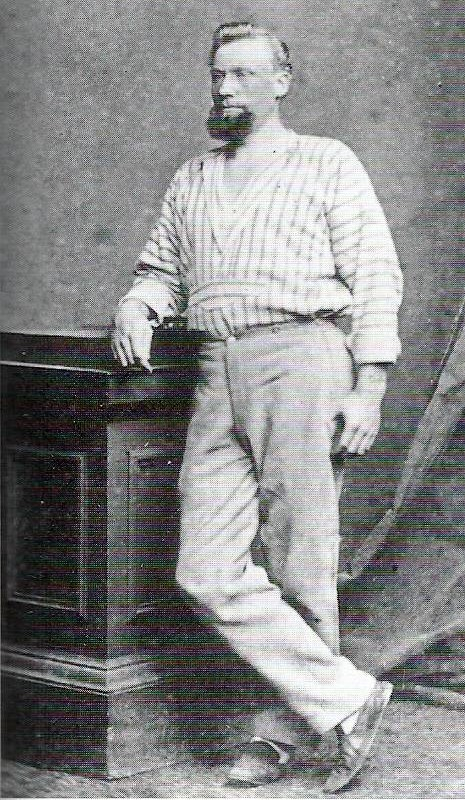
Henry Koch als Matrose, vermutlich im Alter von 19 Jahren.

Koch besuchte die Schule in Wischhafen und arbeitete danach als Seemann in Hamburg. 1851 fuhr er als solcher auf der „Euphrasia“ nach Australien. Dieses Jahr ging in die australische Geschichte ein, da erstmals die Goldfunde in der Kolonie Victoria bekannt wurden und einen Goldrausch auslösten.

#### Australien

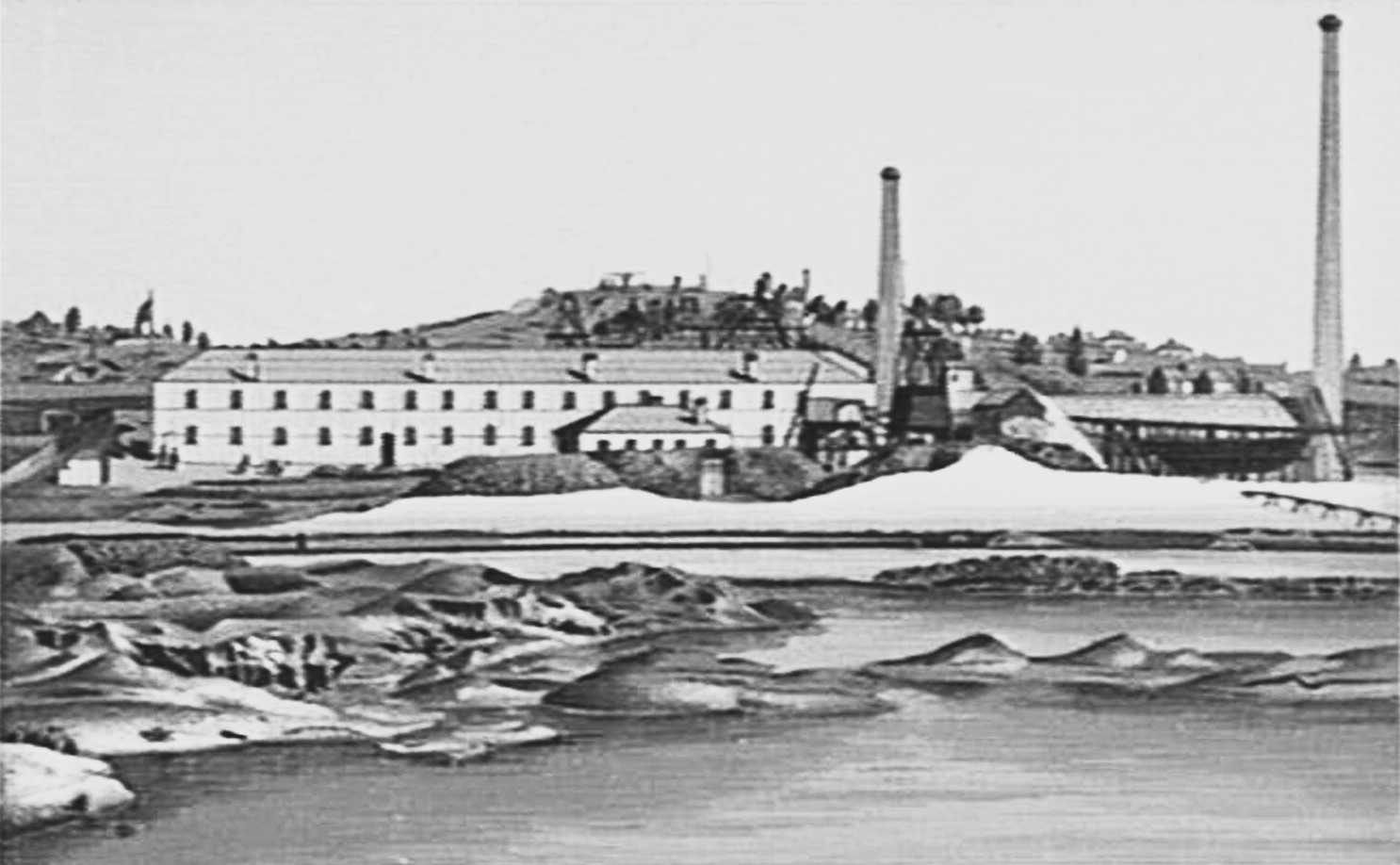
Kochs Pionier-Quartzwerke (1881)

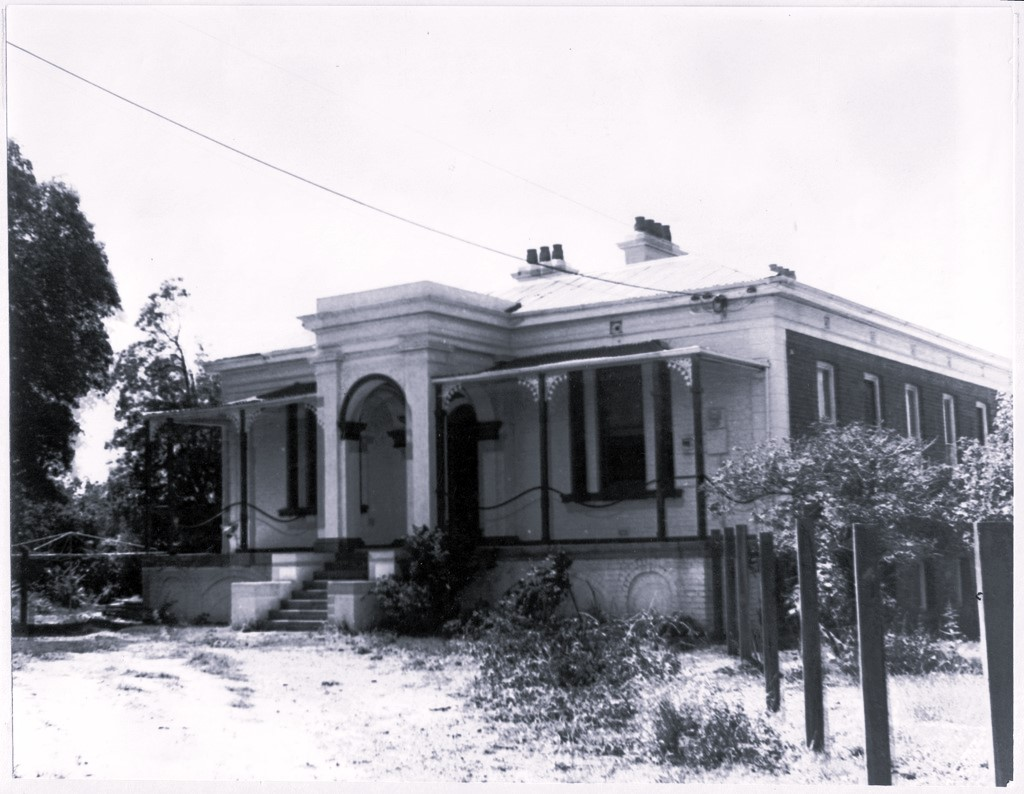
Sein „Falkland Haus“ (1870)

Offensichtlich kannte er diese Berichte, musterte dort ab, und zog ins Landesinnere auf die Goldfelder von Long Gully bei Bendigo. Da er sich sehr gut in seine neue australische Heimat einlebte, wurde er schon bald ein Aufseher. Nach einem Besitzerwechsel in dem angeschlossenen Stampfwerk mit zugehörigen Waschanlagen nahm man ihn dort als Partner auf. Nach der Auszahlung der anderen Eigentümer sicherte er sich die alleinigen Schürfrechte auf den Feldern.
Am 28. Februar 1858 wurde Heinrich Koch britischer Staatsbürger. Vermutlich ließ er zu dieser Zeit seinen deutschen Vornamen in Henry anglisieren und sollte ihn bis zu seinem Lebensende führen. Seine deutsche Staatsbürgerschaft ließ er nicht mehr aufleben.
In den folgenden Jahren gelang Koch der Erwerb aller Goldfelder in Long Gully und die Firma nahm die Firmierung „Koch's Pioneer Quartz Mining & Crushing Co., Long Gully, Bendigo“ (Koch'sche Pionier-Quartzwerke) an. Durch die Erweiterung seiner ursprünglich 10 auf 20 Stampfwerke konnte er die Goldausbeute erfolgreich steigern. Durch die Ablösung der Wasserkraftmaschinen durch wirtschaftlichere Dampfmaschinen expandierte er. Die Ausbeute wurde nochmals durch die Einführung von Flammöfen und Wheelerschen Schmelztiegeln gesteigert.
Sein Haus ließ er sich von den ebenfalls aus Deutschland eingewanderten Architekten Charles William Vahland und Robert Getzschmann errichten.
1872, auf dem Höhepunkt ihrer Blüte, galt die Anlage mit ihren inzwischen 76 Stampfwerken als die größte derartige der Welt. Zeitweise war er auch Eigentümer des British and American Hotel, das heute noch existiert, und zu einem anderen Zeitpunkt des Silver Mines Hotels.
Koch veräußerte die Gesellschaft 1872 – es heißt, dass Henry Koch, zu jener Zeit einer der reichsten Männer Australiens, seine Firma aus familiären oder gesundheitlichen Gründen veräußert hätte. Die Firma hat ihren Namen bis 1879 beibehalten und Koch erhielt von 1872 bis 1875 etwa 48 Abschlagszahlungen über eine Gesamtsumme von rund 30.000 Pfund Sterling (Äquivalent etwa 4 Millionen Pfund im Jahr 2022).
Die Familie Koch schiffte sich 1872 auf dem britischen Dampfer Northumberland ein, um über Großbritannien nach Deutschland zurückzukehren. Dort ließ er sich zunächst als Privatier in Stade nieder.

#### Lübeck

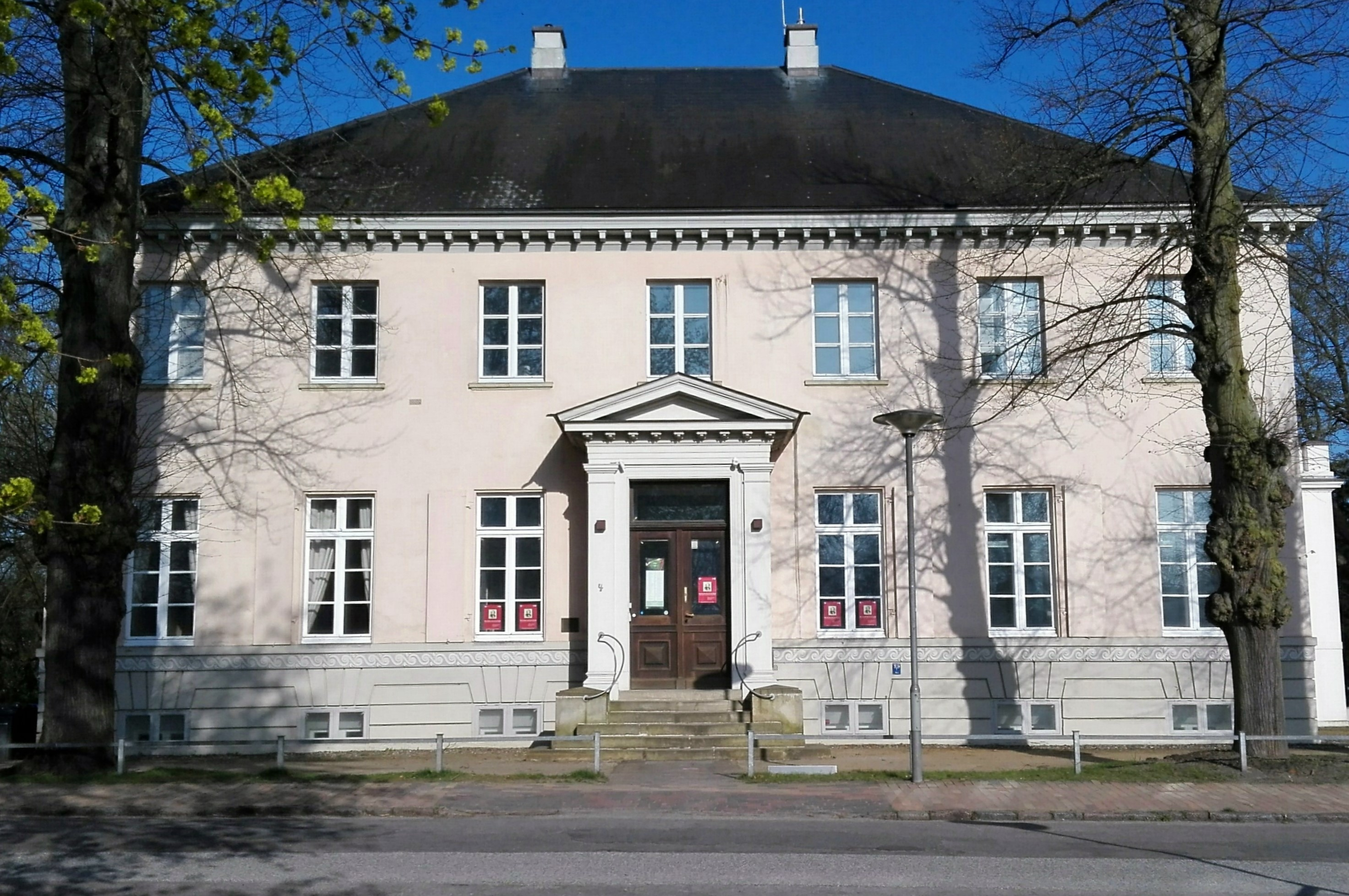
Jerusalemsberg 4

Als sein ältester Sohn, Henry (1861–1918), nach Lübeck in Schule und Pension gegeben wurde, knüpfte der Senior die ersten Kontakte in die Hafenstadt.
Seit dem 1. Februar 1876 wurde Koch das Gebäude mit dem bis an die Trave reichende Grundstück am Jerusalemberg 4 zugeschrieben. Es ist anzunehmen, dass ihn dies auch zum Ankauf der „Traven-Dampfschiffahrts-Gesellschaft“, deren Fahrgebiet die Trave, Schwartau, Israelsdorf und Travemünde umfasste, veranlasste. Als Besitzer des Frister'schen Gartens von der Gesellschaft gab er im März bekannt, dass sich die Gesellschaft nach Niendorf, Scharbeutz, Haffkrug und Neustadt ausdehnen werde. Die erforderlichen Anlegebrücken waren bereits im Bau begriffen. Die Anzahl der erforderlichen Dampfschiffe war vorerst auf drei, von denen schon eins in London gebaut werde, festgesetzt. Zudem beabsichtigte er auf seinen Grundstücken ein Patentslip zur Reparatur von Dampfschiffen anzulegen. Das Unternehmen verfügte 1880 über sechs Fahrgastlinien. Nach der Inbetriebnahme der Bahnstrecke von Lübeck nach Travemünde am 1. August 1882 sanken die Fahrgastzahlen und Koch reduzierte schrittweise sein Engagement im Personenfahrbetrieb.
Nachdem Koch die Grundstücke von Daniel Eschenburg, Georg Friedrich Harms, Cohn und Frau Lange angekauft hatte, wurde er Besitzer des rechten Traveufers von seinem Grundstück bis zur Struckfähre. Im März des Jahres lief auf der Werft der Norddeutschen Schiffbau AG zu Gaarden an der Kieler Förde die „Jona“, ein neuer Passagierdampfer für die von Koch im selben Jahr mit der am 15. Mai 1877 gegründeten Reederei „Dampfschifffahrts-Gesellschaft Pioneer“, vom Stapel. Im Juni 1878 erwarb Koch die alte renommierte Holz-Schiffswerft der Familie Meyer auf der Wallhalbinsel und legte den Betrieb still. Koch sah die Zukunft des Schiffbaus nur im Bau eiserner/stählerner Schiffe auf eigens hierfür konzipierten Werften. Im März 1880 erwarb Koch in Harburg ein Schwimmdock und überführte es nach Lübeck. Als er sein 86 m langes Schwimmdock, welches das erste lübeckische Schwimmdock war, bei seinem Grundstück am Jerusalemsberg verankern wollte, hätte dies zu einer erheblichen Verengung der Fahrrinne der damals noch unkorrigierten schmalen Trave geführt. Nach Verhandlungen mit der Baudeputation genehmigte diese den Umzug der Werkstätten um 22 m und des Docks um 40 m stromabwärts auf stadteigenes Gelände. Ende 1880 gründete er die „Schiffs-Maschinen- und Kesselbau-Werkstatt der DG Pionier“. Zwei Jahre darauf wurden dort zwei weitere Schwimmdocks zu Wasser gelassen.
Nach der zweiten Travenkorrektur dehnte sich die Stadt über das Burgtor hinaus aus. Damit wurden die Voraussetzungen für eine Erweiterung und Anpassung des Lübecker Hafens an die neuen Strukturen in Handel, Seefahrt und Technik geschaffen. Am 2. September 1882 trat Koch die Grundstücke an die Stadt für deren Hafenerweiterung ab und erhielt das Areal zwischen der Straße Ballastkuhle, dem Glashüttenweg, dem Minlos'schen Garten und dem toten Travearm um auf ihm die erste lübeckische Werft für Eisenschiffe zu errichten. Koch konnte mit dem Grundstückstausch das erreichen, was 1876 Hermann Blohm verwehrt worden war. Die Schiffs-Maschinen- und Kesselwerkstatt der DG Pioneer wurden geschlossen. Am 1. Dezember 1882 wurde die Schiffswerft von Henry Koch durch den Namensgeber eröffnet. Am 31. Mai 1883 lief deren erstes im Auftrag der Rostocker Reederei F. W. Fischer gebaute eiserne Seeschiff, die „Eugène Krohn“, vom Stapel. Zu dieser Zeit arbeiteten hier 350 Personen.
Als Grundstücksreserve für spätere Werfterweiterungen erwarb Koch 1883 das einstige Minlos'sche Grundstück im Spätsommer 1883 hinzu. Dem Rekord in der Schiffbauproduktion im Jahr 1883 folgte jedoch bis 1887 der tiefe Fall.
Auf der Versammlung des Nautischen Vereins am 3. Dezember 1877 wurde die Präsidialvorlage zur Regelung von Details in der Maschinistenprüfung an eine aus fünf Mitgliedern de Vereins, eines dieser Mitglieder war Koch, bestehende Kommission verwiesen.
Im Januar 1878 beriet die „Lübeck-Libauer Dampfschiffahrtsgesellschaft“ ihre Statuten hinsichtlich eines Entwurfes. Auf den Antrag Kochs hin wurde dieser einer Kommission überwiesen.
Auf ihrer Versammlung zum Ende des I. Quartals 1878 beriet die lübeckische Handelskammer unter anderem Maßnahmen gegen den Ausfall der Bugsierlohntaxe. Dies gründete darauf, dass ihr Konkurrent Koch die Taxe niedrig halte. Vor deren Ausschuss für Verwaltung für Bugsierdampfschiffe wurde gegen Ende des Jahres ein Schreiben vom Direktor der „Pioneer“ vom 27. Dezember 1878 an den Bugsierausschuss vorgelegt. Hierin wurde erklärt, dass die unter dem 25. April des Jahres mit dem Ausschuss abgeschlossene den See- und Flussbugsierdienst betreffende Vereinbarung in der bisherigen Weise nicht fortgesetzt werden könne. In der Versammlung der Handelskammer vom 10. November 1879 wurde ein Schreiben des Dampfschiffsreeders Henry Koch vom 8. vorgelegt. In jenem erbot er sich von Neuem, die Dampfschiffe der Handelskammer zu kaufen und dagegen gewisse Verpflichtungen hinsichtlich des Bugsierdienstes zu übernehmen. Man verwies die Vorlage an den Bugsierausschuss und beschloss diesen durch die Handelskammermitglieder Georg Wilh. Stange, H. Lange, Friedrich Heinrich Bertling und Ferdinand Dahlberg zu verstärken. Im Jahr darauf wurde zwischen ihm und der Handelskammer ein Vertrag über das Bugsierwesen geschlossen. Hiernach stellte Koch eines und für Notfälle, ausgenommen am Sonntag, ein weiteres Schiff. Die Kammer stellte drei Schiffe. Der Ertrag wurde verhältnismäßig aufgeteilt. Ein Ausschuss leitete das Bugsierwesen. Dieser Ausschuss bestand aus 3 Deputierten von Seiten der Kammer und zwei von Kochscher Seite. Ihr Vorsitz und die Verwaltung stand den Beamten der Kammer zu. Die Taxe wurde gemeinsam vereinbart und auf ein Jahr festgelegt.
Koch nahm am 29. Dezember 1884 an der Konferenz in Streit’s Hotel in Hamburg teil. Die dort anwesenden Vertreter von acht deutschen Werften gründeten den „Verein deutscher Schiffswerften e. V.“ (heute Verband für Schiffbau und Meerestechnik) und gingen in die deutsche Schiffbaugeschichte ein. 12 Firmen und Gesellschaften unterzeichneten eine Petition betreffend den Bau von Schiffen und Schiffsdampfmaschinen auf heimischen Werften mit Bezug auf die Vorlage behufs Subventionen von überseeischen Dampferlinien, die dem Reichstag zuging.
Eine Besserung der Konjunktur begann sich 1888 abzuzeichnen. Koch verstarb jedoch in diesem Jahr nach langer Krankheit kurz nach seiner Frau. Zu seinen Testamentsvollstreckern und Vermögensverwaltern hatte er Ernst Stiller und Peter Rehder eingesetzt. Es erbten sieben seiner Kinder und drei wurden ausgezahlt. Das Grab der Familie Koch befindet sich auf dem Burgtorfriedhof.

### Familie
in Sandhurst bei Bendigo heiratete Koch am 10. Juli 1857 Anna Maria Theresia Heintz (* 13. Mai 1836 in Philippsburg; † 25. September 1888 in Lübeck). Das Ehepaar hatte 14 Kinder, von denen vier Töchter und sechs Söhne das Erwachsenenalter erreichten. Dazu gehörten:
- Henry (Heinrich) (1861–1918). Er arbeitete als Direktor bei Siemens & Halske in Breslau.
- William Francis (Willy Franz) (1865–1937). Er arbeitete als Technischer Direktor der Schiffswerft Henry-Koch-AG in Lübeck.
- Francis (Franz) Jacob (* 1868). Er arbeitete als Kaufmännischer Direktor der Schiffswerft Henry-Koch-AG in Lübeck.
- Carl Christian (* 1874). Er arbeitete als Direktor der Ottensener Maschinenfabrik in Altona-Ottensen.

## Verweise